# Grupo Especial de Operaciones
Il Grupo Especial de Operaciones, noto anche come G.E.O. o GEO, è l'unità d'élite della polizia spagnola. Il quartier generale è situato a Guadalajara, vicino a Madrid. I compiti principali dell'unità comprendono la scorta a personaggi importanti e il contrasto del terrorismo, ma possono spaziare anche a operazioni affiancate alla normale polizia per garantire la sicurezza in situazioni particolari (come ad esempio avvenne nei Giochi della XXV Olimpiade tenuti a Barcellona nel 1992).
Come altre forze speciali di polizia europee, il GEO è preparato anche per casi di dirottamento di aerei e operazioni anfibie.

## Storia
Per arginare i vari gruppi terroristici e mafiosi spagnoli, nel novembre 1977 venne annunciato l'intento di dar vita a uno speciale reparto della polizia spagnola, appunto il Grupo Especial de Operaciones, che vide iniziare il primo corso di addestramento nel marzo 1978 a cura del colonnello Ulrich Wegener e di alcuni suoi uomini appartenenti al GSG-9 tedesco. Il 19 gennaio 1979 il re Juan Carlos e la regina Sofia di Grecia presenziarono alla cerimonia di fine addestramento e il 23 febbraio la notizia della creazione dell'unità venne diramata ai media.

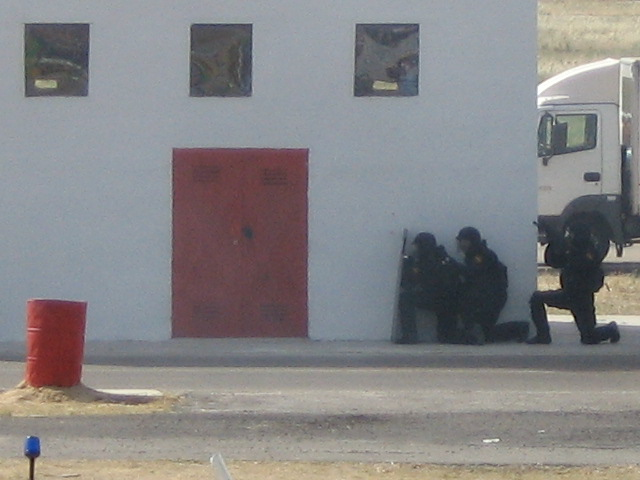
Uomini del GEO si addestrano all'assalto di un edificio

Gli uomini del GEO vennero mobilitati per la prima volta nell'agosto 1978 per intervenire all'aeroporto di Madrid-Barajas, ma la situazione ritornò alla normalità prima del loro arrivo. Il primo intervento vero e proprio si ebbe il 7 febbraio 1981 a Bilbao, quando cinque ostaggi vennero liberati da due criminali che li tenevano prigionieri in una banca di proprietà del Banco Bilbao Vizcaya Argentaria; non ci furono feriti. Altro blitz di successo fu il salvataggio di Iglesias Puga, padre del cantante Julio Iglesias, così come aver sventato un attentato organizzato dall'ETA ai danni delle olimpiadi tenute a Barcellona nel 1992. Oltre a questo, il GEO ha provveduto nel tempo ad arrestare decine di appartenenti a diverse organizzazioni criminali, ha liberato centinaia di ostaggi e fermato diverse navi cariche di narcotici.
Finora sono cinque gli uomini del GEO caduti, di cui uno solo in azione: Francisco Javier Torronteras Gadea, morto durante l'assalto a una palazzina di Leganés dove gli esecutori degli attentati dell'11 marzo 2004 a Madrid, vedutisi in trappola, hanno fatto esplodere delle bombe uccidendo loro stessi e Gadea, che probabilmente non era a conoscenza del fatto che i terroristi possedevano delle bombe.
Nel 2005 il GEO ha avuto un calo d'organico, così i loro compiti, come la sorveglianza dell'ambasciata spagnola a Baghdad, sono stati presi in carico da altre unità antisommossa.

## Nei media
- Nel film horror Rec 2 quattro agenti del G.E.O. vengono inviati nel palazzo di Rambla de Catalunya, a Barcellona, per scoprire cosa è accaduto al suo interno.
- Nel videogioco Tom Clancy's Rainbow Six: Siege (Ubisoft) sono presenti due operatori del G.E.O. i cui nomi sono Jackal e Mira.
- Nella serie La casa di carta gli agenti del G.E.O. vengono subito inviati in risposta alla rapina messa in atto dai protagonisti. Nel corso della serie si assiste ad alcune azioni sia degli operatori a terra sia dei cecchini. Tra i personaggi c'è poi Suarez, che comanda le squadre del G.E.O. impiegate nell'operazione.